# 瓦莱里娅·什特凡内斯库
瓦莱里娅·什特凡内斯库（羅馬尼亞語：Valeria Ștefănescu，1946年10月7日—），旧姓布法努（Bufanu），罗马尼亚女子田径运动员。她曾代表罗马尼亚参加1968年、1972年和1976年夏季奥林匹克运动会田径比赛，获得一枚银牌。